# Underoath
Underoath (також «Underøath» або «UnderOATH») — американський рок-гурт з Тампи, Флорида. Українською назва гурту дослівно перекладається як «Під клятвою». Він був заснований вокалістом Далласом Тейлором і гітаристом Люком Мортоном у 1997 році в Окалі, Флорида; згодом до нього приєднались учасники з Тампи, включаючи барабанщика, чистого вокаліста та останнього основного учасника Аарона Джайлзпі. Станом на лютий 2024 року до гурту входять Аарон Джайлзпі, клавішник Крістофер Дадлі, гітарист Тімоті Мак-Тейґ, басист Грант Бранделл та вокаліст Спенсера Чемберлен. Спочатку гурт ідентифікувався як християнський гурт; відтоді вони віддалилися від християнства.
Склад гурту часто змінювався протягом перших років. Тейлор записав з гуртом альбоми Act of Depression, Cries of the Past і The Changing of Times і залишався з гуртом до свого виходу в 2003 році; Чемберлен замінив його на посаді ведучого вокаліста, і з тих пір склад залишався в основному стабільним. Потім гурт випустив альбоми They're Only Chasing Safety і Define the Great Line, і обидва вони отримали золоті сертифікати RIAA. Ці два альбоми залишаються їхніми найбільш комерційно успішними релізами та забезпечили їм статус мейнстріму; останній з двох займає найвищу позицію в Billboard 200, досягнувши другої сходинки. Після шостого студійного альбому Lost in the Sound of Separation, який також потрапив до десятки Billboard 200, Джайлзпі залишив гурт і його замінив колишній барабанщик Norma Jean Деніел Девісон. Сьомий альбом Ø (Disambiguation) вийшов у 2010 році; Чемберлен і Мак-Тейґ забезпечили помітніший чистий вокал за відсутності Джайлзпі. 2 жовтня 2012 року Underoath оголосили про розпад у 2013 році; вони відіграли останній концерт того січня.
17 серпня 2015 року гурт оголосив про возз'єднання; при цьому Джайлзпі повернувся до складу. Після виступу на фестивалі Self Help Fest гурту A Day to Remember у 2016 році Underoath оголосили, що їхній восьмий студійний альбом Erase Me вийде у 2018 році. Це був їхній перший альбом за 8 років і перший за 10 років з Джайлзпі; гурт також публічно відмовився від християнського музичного підходу, починаючи з цього запису. Подальший альбом Voyerist вийшов у січні 2022 року.

## Історія

### 1997–2000: заснування таAct of Depression
Гурт Underoath створили Даллас Тейлор і гітарист Люк Мортон 30 листопада 1997 року в місті Окала, штат Флорида. Мортон взяв назву Underoath «десь з Біблії». Барабанщика Аарона Джайлзпі, який відвідував церкву Мортона, запросили пограти з ними. Джайлзпі погодився, до гурту також приєдналися гітарист Корі Стегер і басист Октавіо Фернандес; всі учасники гурту були старшокласниками.
Після року виступів на фестивалях і гастролей по Флориді Underoath підписали контракт з алабамським лейблом Takehold Records у 1999 році. Приблизно в цей час Люк Мортон покинув гурт, так і не з'явившись на жодному з їхніх офіційних записів. У липні того ж року вони випустили дебютний альбом Act of Depression, який розійшовся накладом понад 2 000 копій.

### 2000–2003:Cries of the PastтаThe Changing of Times
У 2000 році до Underoath приєднався клавішник Крістофер Дадлі, тоді ж вийшов сорокахвилинний альбом Cries of the Past з п'ятьма піснями, який швидко розійшовся тиражем 3 000 копій. 2001 року гурт покинув Корі Стегер, який загинув в автокатастрофі 17 березня 2021 року. Takehold Records викупив сіетлський лейбл Tooth & Nail Records, і згодом Underoath підписали контракт із дочірнім лейблом Solid State Records. У січні 2002 року до Underoath приєднався басист Грант Бренделл. Тоді ж гурт почав працювати над дебютним альбомом The Changing of Times на лейблі Solid State з продюсером Cries of the Past Джеймсом Полом Віснером. Альбом вийшов 26 лютого 2002 року і містив один сингл: «When the Sun Sleeps». Даллас Тейлор пояснив, що лірика в The Changing of Times була про «людей, які граються з чужими емоціями, і про те, як це може стати для тебе прикрим», а також про «боротьбу з життєвими труднощами і прагнення знайти Бога в усьому цьому».
У 2003 році Underoath підтримали реліз альбому першим для себе виступом у Warped Tour, проте їхня участь у турі завершилась, коли Тейлора (за суперечливих умов) попросили покинути гурт. Дадлі пояснив тоді, що Тейлор не може більше гастролювати з Underoath з різних причин і покинув гурт за власним рішенням. Під впливом спекуляцій про можливий розпад гурту, у серпні 2003 року гурт відправився у турне на підтримку Atreyu з Меттом Тарпі як тимчасовим вокалістом, одночасно будучи частиною гурту Winter Solstice. У жовтні 2003 року на фестивалі CMJ Fest у Нью-Йорку гурт виступив з новим вокалістом — Спенсером Чемберленом, колишнім учасником гурту This Runs Through.Чемберлен гастролював з Underoath перебуваючи у складі свого колишнього гурту і свого часу був сусідом по кімнаті з Дадлі; їхня дружба з Чемберленом була врахована при призначенні його вокалістом. Джайлзпі пояснив, що до приходу Чемберлена учасники гурту «не дуже ладнали між собою», однак після приєднання Чемберлена «все стало на свої місця, ми порозумілися». Після того, як Чемберлен став постійним учасником гурту, учасники Underoath обговорювали можливість зміни назви і перетворення на новий гурт. Зрештою, учасники вирішили залишити назву Underoath.

### 2004–2005:They're Only Chasing Safety

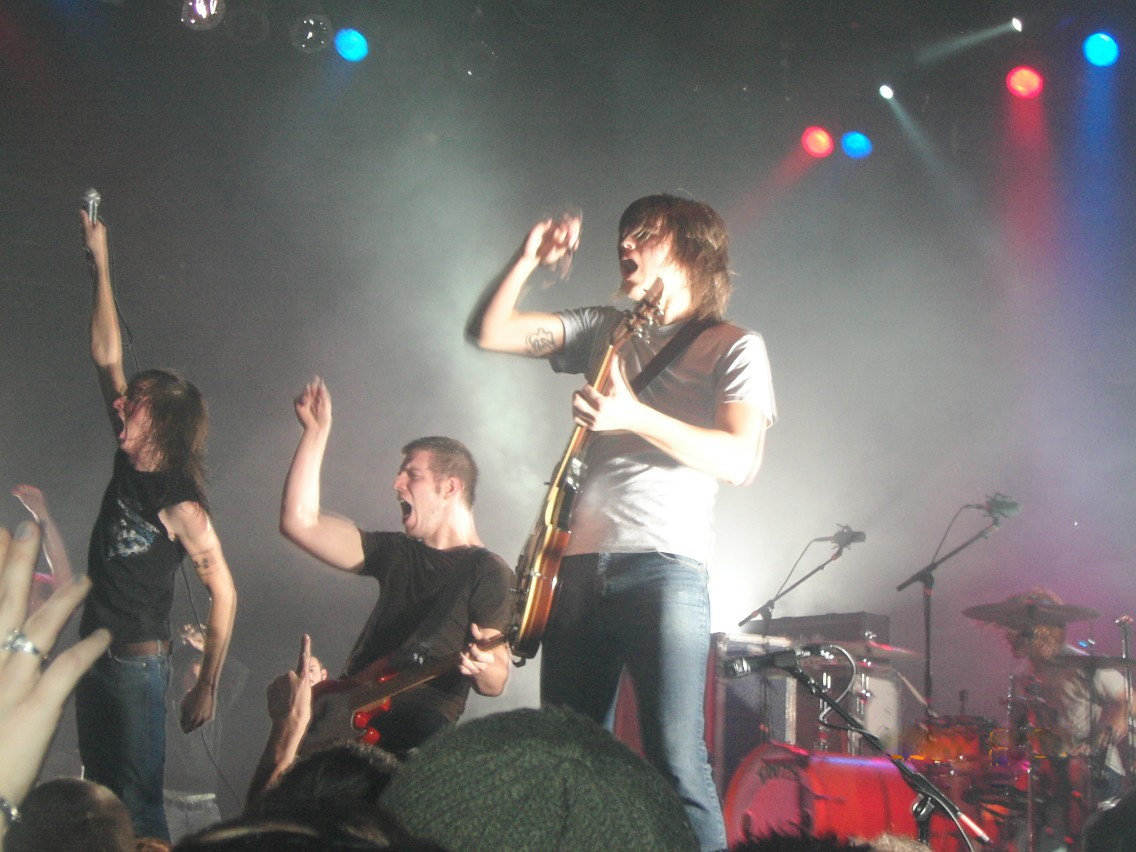
Underoath, 2005 рік.

Наприкінці 2003 року гурт перервав гастролі, щоб розпочати роботу над новим альбомом і запланував початок запису на лютий 2004 року.
У перші місяці 2004 року Underoath повернулися до студії з Чемберленом у ролі вокаліста і продюсером Джеймсом Полом Візнером. 15 червня 2004 року вийшов альбом They're Only Chasing Safety, який виявився набагато успішним для гурту, перевершивши за продажами три попередні альбоми разом узяті. Альбом розійшовся тиражем близько 100 000 копій за перший тиждень після релізу і отримав золотий сертифікат до кінця 2005 року, продавши понад 487 000 копій. Оскільки Джайлзпі був єдиним оригінальним учасником гурту, They're Only Chasing Safety суттєво змінив звучання і ритм порівняно з тим, що вони виконували раніше. «Reinventing Your Exit» та «It's Dangerous Business Walking out Your Front Door» були випущені як два сингли альбому, і на обидві пісні були зняті відеокліпи, які часто крутили на MTV2 та Fuse.
У березні 2005 року Underoath взяли участь в першому турі Taste of Chaos, а незабаром після цього вирушили у свій перший хедлайнерський тур. Під час туру відбулася прем'єра двох нових пісень. Вони відіграли частину Warped Tour, але відмовилися виступати протягом усього туру, щоб присвятити час запису нового альбому. У липні 2005 року Underoath вперше з'явилися на обкладинках американських журналів у CCM Magazine, а у вересні — в Alternative Press. В жовтні альбом They're Only Chasing Safety був перевиданий у вигляді дводискового набору з чотирма раніше невиданими піснями. До нього також увійшли ремастеринг обкладинки альбому від Джейкоба Беннона з Converge і DVD з більш ніж двогодинним відеозаписом гастролей гурту на підтримку альбому. Станом на 2005 рік They're Only Chasing Safety було продано накладом понад 218 000 копій, а перевидання розійшлося додатковим тиражем у 279 000 копій, що в сумі склало понад 500 000 копій лише у США.

### 2006–2007:Define the Great Line
Назва п'ятого альбому Define the Great Line заснована на теорії про те, що кожна людина повинна «знайти цю лінію і спосіб прожити своє життя». Гурт почав писати матеріал для альбому через два тижні після виходу альбому They're Only Chasing Safety. Продюсерами стали Метт Голдман, який продюсував альбоми Copeland і Norma Jean, та Адам Дуткевич, гітарист Killswitch Engage. Чемберлен зазначив, що вокал для альбому не буде схожим на звучання колишнього вокаліста Тейлор, натомість він більше нагадуватиме вокал колишнього гурту Чемберлена. Тексти пісень також були важливими для Чемберлена, оскільки вони були написані про «речі, які зробили його таким, яким він є сьогодні».
Незавершена версія альбому потрапила на BitTorrent-сайти та P2P-сервіси за кілька місяців до дати релізу. Барабанщик Аарон Джайлзпі протягом короткого часу після запису Define the Great Line записав дебютний альбом свого сайд-проєкту The Almost, який був спродюсований сіетлським продюсером Аароном Спрінклом і вийшов 3 квітня 2007 року. У квітні 2006 року гурт був запрошений кількома мейджор-лейблами, але натомість перепідписав контракт із Tooth & Nail Records, оскільки вважав, що мейджор-лейбли «не займаються хеві-метал гуртами», а також, що «ми не згодні з багатьма бізнес-методами, які інколи застосовують мейджор-лейбли». 21 квітня Underoath полетіли до Швеції, щоб попрацювати з Popcore Films над створенням відеокліпів на пісні «In Regards to Myself» і «Writing on the Walls»; остання була обрана лід-синглом альбому і пізніше була номінована на премію Греммі 2007 року за найкраще короткометражне музичне відео. Дадлі коментував, що ці відео були «енергійними і складнішими, ніж будь-яке відео, яке ми коли-небудь робили».
Альбом Define the Great Line вийшов 20 червня 2006 року, розійшовся тиражем 98 000 копій за перший тиждень і дебютував у чарті Billboard 200 на 2 місці, що стало найвищим дебютом для християнського альбому з 1997 року. Одночасно з дебютом Define the Great Line Underoath випустили спеціальне видання альбому зі спеціальною обкладинкою і DVD, що включає ще один закулісний фільм і відеозапис виробництва. Define the Great Line отримав золотий сертифікат RIAA 11 листопада 2006 року, що відповідає 500 000 проданих копій альбому. Альбом також був випущений на вінілі, проте цей тираж був обмежений лише 3 000 копій.

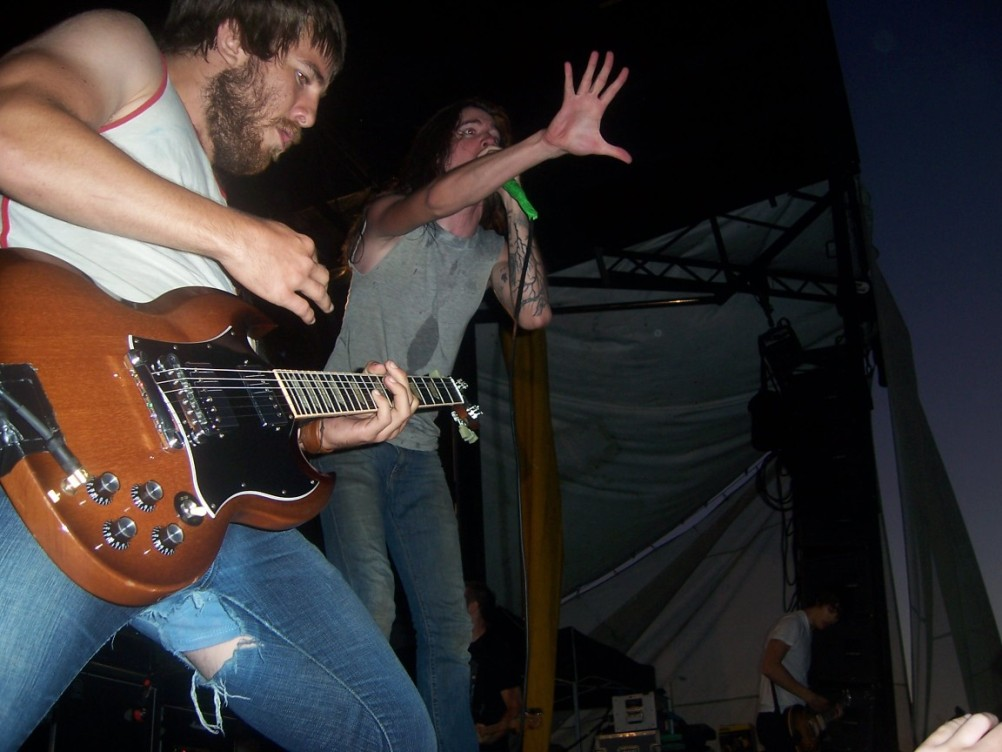
Виступ гітариста Тімоті Мак-Тейґа та вокаліста Спенсера Чемберлейна на фестивалі Warped Tour у Сан-Дієго, Каліфорнія, 2006 рік

Червень і липень 2006 року гурт мав провести на головній сцені Warped Tour, але 28 липня 2006 року було оголошено, що Underoath відмовляються від решти дат туру. У заяві гурту зазначалося, що учасники «відчули необхідність негайно деякий час зосередитись на нашій дружбі, оскільки це важливіше, ніж ризикувати нею заради гастролей у цей час». В історії на обкладинці Alternative Press, присвяченій Underoath, Майкл «Fat Mike» Беркетт розповів журналу, що Чемберлен зізнався йому, що учасники гурту «багато сперечалися через свої релігійні переконання». Беркетт зізнався Punknews.org, що висміював гурт за їхні переконання, але підкреслив, що подружився з учасниками Underoath на початку туру і мав особистий принцип не жартувати на сцені про тих, з ким він не дружив або не любив особисто. Також було поширено інформацію, що вихід гурту з туру був пов'язаний з чутками про проблеми Чемберлена з наркотиками і часом, проведеним на реабілітації, на що Джайлзпі відповів: «Якби відбувалося щось серйозне, і він був у реабілітаційному центрі, нам довелося б розповісти про це пресі. Але це просто неправда». Наприкінці 2006 року Underoath багато гастролювали по Європі, Австралії та Азії, а з лютого по квітень 2007 року — з Taking Back Sunday і Armor for Sleep.
У лютому 2007 року Underoath зняли відеокліпи на пісні «You're Ever So Inviting» і «A Moment Suspended in Time»; обидва кліпи були випущені, а «You're Ever So Inviting» перемогла у «Битві відеокліпів» на MTV 23 травня 2007 року. Underoath відіграли канадське турне, за яким послідувало світове турне Taste of Chaos World Tour, а також виступили на фестивалі Cornerstone 2007. 17 липня 2007 року Underoath випустили свій 777 DVD на американському ринку. Underoath також відіграли Warped Tour 2007 з 24 липня по 9 серпня, а в серпні 2007 року вирушили в турне Австралією і Східною Азією. Під час туру з Maylene and the Sons of Disaster, Poison the Well і Every Time I Die Джайлзпі переніс термінову операцію з приводу інфекції в руці. Замість того, щоб скасувати концерти, Underoath найняли Кенні Бозіча, барабанщика гурту Джайлзпі The Almost. Вокаліст Underoath Спенсер Чемберлен був зображений на обкладинці альбому Warped Tour 2008 Tour Compilation.

### 2008–2009:Lost in the Sound of Separation
Під час туру у вересні 2007 року Чемберлен кілька разів заявляв, що гурт випустить новий альбом у середині 2008 року. Пізніше було підтверджено, що він вийде 2 вересня 2008 року. Запис альбому розпочався у березні 2008 року і закінчився у квітні 2008 року. Мак-Тейґ сказав, що альбом Lost in the Sound of Separation буде значно важчим, ніж Define the Great Line.

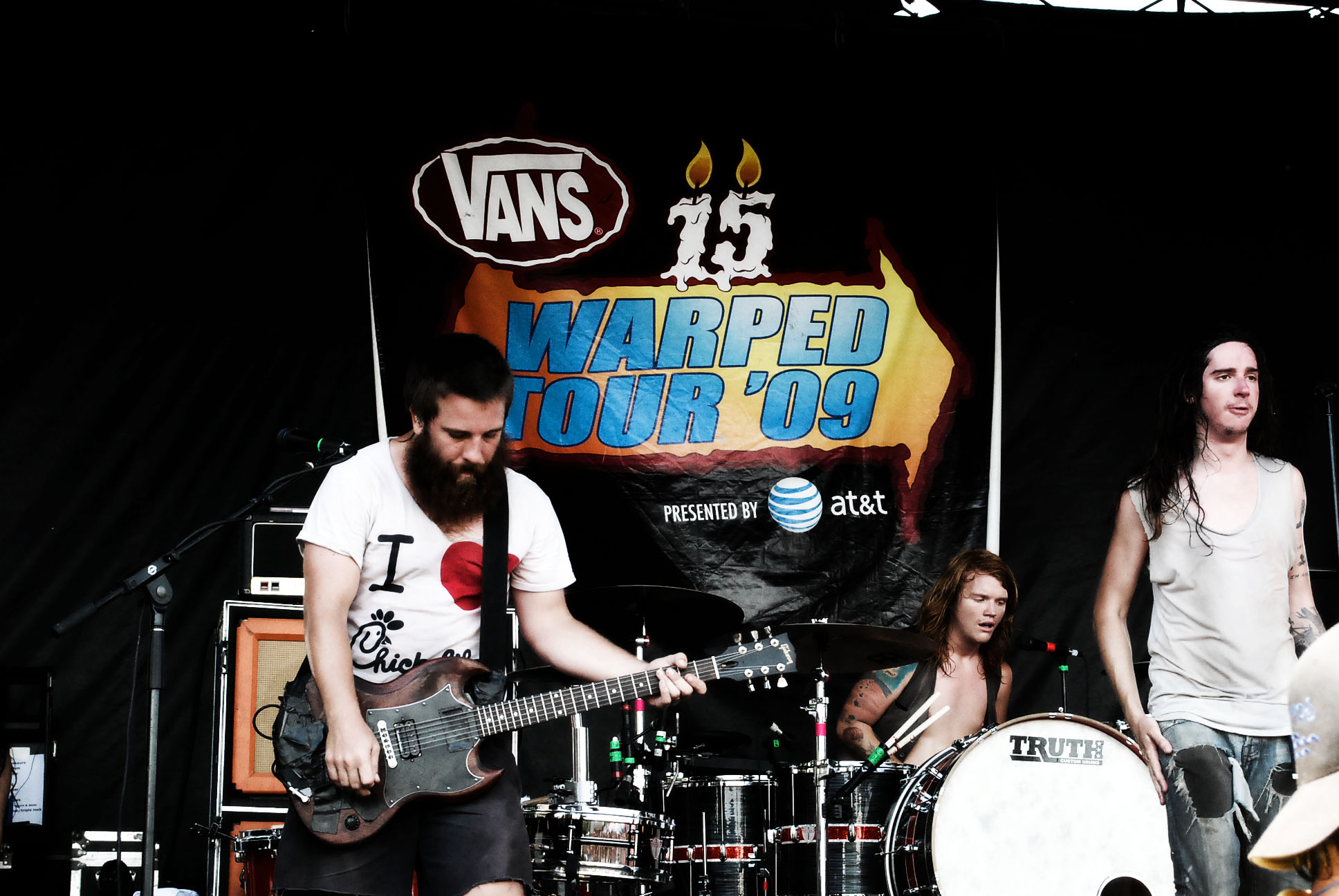
Виступ Underoath на фестивалі Warped Tour, 2009 рік

У жовтні 2007 року Underoath розпочали зйомки документального фільму від третьої особи Survive, Kaleidoscope. The Audible Diversion Group, невелика знімальна група, знімала гурт під час вересневих гастролей Underoath і всього туру We Believe in Dino-Tours. Фільм був знятий у широкоформатному форматі 720p високої чіткості 16:9. Underoath випустили концертний CD/DVD Survive, Kaleidoscope 27 травня 2008 року. Альбом зайняв 81 місце в чарті Billboard 200. Гурт записав концертний матеріал під час виступу у Філадельфії в Electric Factory у жовтні 2007 року.
У середині 2008 року Underoath приєдналися до туру 30 містами Rockstar Energy Mayhem Tour з такими гуртами, як Slipknot, Disturbed, Mastodon і DragonForce. Тур розпочався 9 липня 2008 року і завершився у Баффало, штат Нью-Йорк, 19 серпня, де Underoath стали хедлайнерами на концерті в Hot Topic. Після виходу Lost in the Sound of Separation 2 вересня 2008 року Underoath розпочали турне на підтримку альбому разом із Saosin і The Devil Wears Prada, а на різних ринках — з P.O.S, Person L і The Famine.
У перший тиждень Lost in the Sound of Separation дебютував на 8-й сходинці чарту Billboard 200, продавши близько 56 000 копій лише у США. У грудні 2008 року Underoath виграли нагороду «Кращий гардкор/скримо-виконавець» на церемонії Rock on Request Awards і вирушили у свій перший південноамериканський тур. Гурт відіграв шість концертів у Бразилії, Аргентині, Чилі та Колумбії, а також взяв участь у Warped Tour 2009. Під час міжнародних гастролей у 2009 році Underoath почали писати уривки нових пісень для свого п'ятого студійного релізу. Пісні «Desperate Times, Desperate Measures» і «Too Bright to See, Too Loud to Hear» були випущені як два сингли з альбому.

### 2010–2011: вихід Аарона Джайлзпі таØ (Disambiguation)
Під час інтерв'ю наприкінці 2009 року гітарист Тімоті Мак-Тейґ заявив, що гурт «тільки почав писати пісні, які можуть увійти до наступного альбому», і що вони сподіваються потрапити до студії наприкінці літа або на початку осені 2010 року. Underoath планують випустити концертний альбом Live at Koko ексклюзивно для британської аудиторії через свій британський сайт сувенірної продукції. 25 лютого 2010 року Underoath заявили, що закінчують роботу над новим альбомом.
5 квітня 2010 року гурт оголосив про вихід останнього учасника-засновника, барабанщика і вокаліста Аарона Джайлзпі. 6 квітня Аарон відіграв останній концерт з гуртом у Мілані, Італія.
10 травня 2010 року через свій офіційний блог на MySpace Underoath оголосили, що 24 травня вони увійдуть до студії, щоб записати наступний альбом після Lost in the Sound of Separation, вихід якого був запланований на кінець року, з продюсерами Меттом Голдманом (Lost in the Sound of Separation і Define the Great Line) і Джеремі Ш. Гріффітом. Після виходу Джайлзпі, Underoath найняли для запису нового альбому колишнього барабанщика Norma Jean Деніела Девісона. Першим туром Девісона з гуртом став «The Cool Tour» за участю гуртів As I Lay Dying і Blessthefall. Гурт оголосив, що новий альбом Ø (Disambiguation) вийде 9 листопада 2010 року на лейблі Tooth & Nail Records. 9 вересня 2010 року було оголошено, що Underoath підписали контракт з Roadrunner Records для розповсюдження по всьому світу за межами США і Канади.
14 вересня 2010 року гурт провів вечірку для прослуховування Ø (Disambiguation) у Swinghouse Studios у Лос-Анджелесі. Денні Сугімото з spitInthemud.com зауважив, що альбом «здається більш темним і хаотичним, ніж попередні, але з вишуканим відчуттям спокою, змішаним всередині».
Underoath розпочали хедлайнерський листопадовий тур 2 числа. 23 листопада вокаліст Спенсер Чемберлен почав страждати від харчової токсикоінфекції. Його замінив Тайлер Сміт з The Word Alive на концерті, запланованому на той день.
18 жовтня 2011 року вийшла збірка Play Your Old Stuff, що містить три раніше видані альбоми: The Changing of Times, They're Only Chasing Safety і Define the Great Line, а також нові обкладинки.

### 2012–2013:Anthology, розпад і прощальний тур

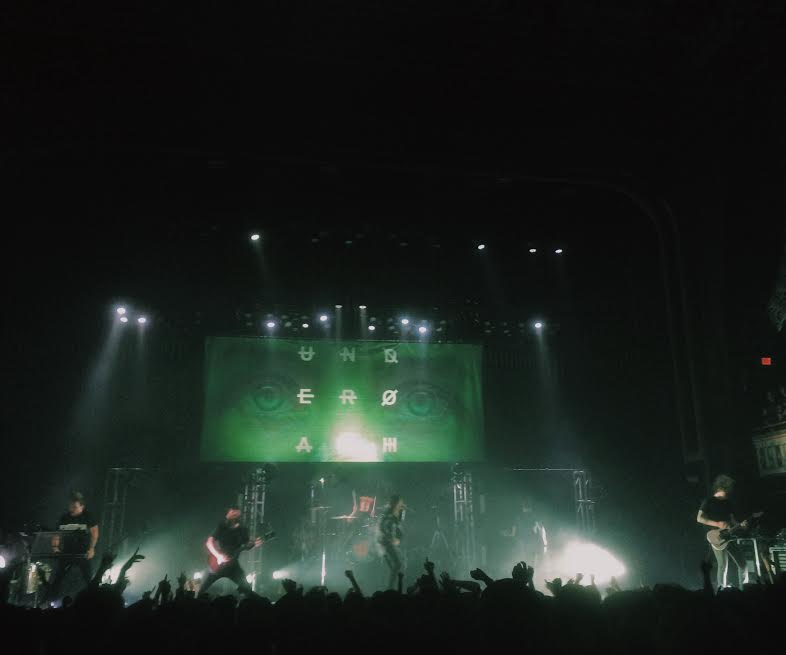
Виступ Underoath у концертній залі The Tabernacle в Атланті, штат Джорджія, 23 квітня 2016 року

2 жовтня 2012 року гурт оголосив на своїй обліківці у Twitter, що він розпадається в 2013 році. Крім того, 6 листопада 2012 року гурт випустив збірний альбом Anthology: 1999–2013, що охоплює кар’єру.
9 жовтня 2012 року вони оголосили про прощальний тур із mewithoutYou, As Cities Burn і letlive на розігріві.
26 січня 2013 року Underoath зіграли останній концерт на Jannus Live у Санкт-Пітербурзі, Флорида. Аарон Джайлзпі також виконав пісні «Emergency Broadcast :: The End» is Near і «Reinventing Your Exit».

### 2015–2017: діяльність після розпаду, возз’єднання та тури
У січні 2015 року гурт запустив кампанію із завершення виробництва документального фільму про свій прощальний тур із 12 концертів і опублікував два трейлери на цю тему на своєму YouTube-каналі.
У липні 2015 року Underoath поділились фразою «відродження наближається» та супроводжували це загадковим відео у своїх акаунтах у соціальних мережах. Аудіочастина загадкового відео при відтворенні в зворотному напрямку виявилася приспівом пісні «It's Dangerous Business Walking Out Your Front Door» з альбому гурту 2004 року They're Only Chasing Safety. Таймер зворотного відліку, який закінчується 24 серпня, 2015, пізніше з'явився на веб-сайті гурту.
17 серпня 2015 року було оголошено про перший концерт гурту після розпаду в 2013 році, хедлайн-виступ на Self Help Fest у Сан-Бернардіно, Каліфорнія 19 березня 2016 року, разом із A Day to Remember. У статті в інтерв'ю для Alternative Press було підтверджено, що гурт возз'єднується, включаючи повернення Джайлзпі.

### 2018 — дотепер:Erase MeтаVoyerist
Erase Me вийшов на лейблі Fearless Records 6 квітня 2018 року. Гурт випустив «Rapture», другий сингл з альбому, 19 березня. Гурт розпочав тур No Fix на підтримку альбому наприкінці квітня 2018 року з Dance Gavin Dance. Головний сингл альбому «On My Teeth» був номінований на «Греммі» за найкраще метал-виконання; але поступився «Electric Messiah» High on Fire.
Гурт підтримував Korn і Alice in Chains під час туру в середині 2019 року.
14 липня 2021 року гурт випустив «Damn Excuses», головний сингл із дев’ятого альбому Voyeurist. Альбом став першим за майже чотири роки, це найдовша перерва між альбомами без розриву. Спочатку вихід планувався на жовтнень 2021 року, але його відклали на три місяці через затримки виробництва вінілу. 4 серпня 2021 року гурт випустив «Hallelujah», другий сингл альбому.
22 вересня 2021 року гурт випустив третій сингл «Pneumonia» і повідомив, що він був написаний рівно за рік до релізу. Сингл також був частково натхненний смертю батька гітариста Тіма Мак-Тейґа. Альбом Voyeurist вийшов 14 січня 2022 року.
28 березня 2023 року давній ритм-гітарист Джеймс Сміт оголосив, що йому «повідомили», що він більше не є учасником Underoath.

## Учасники гурту
- Спенсер Чемберлейн (Spencer Chamberlain) — вокаліст, додаткова гітара (2003–2013, 2015 — дотепер) (ex-This Runs Through)
- Тімоті Мак-Тейґ (Timothy McTague) — гітарист, бек-вокаліст (2001–2013, 2015 — дотепер)
- Аарон Джайлзпі (Aaron Gillespie) (1997–2010, 2015 — дотепер) — ударні, вокал
- Крістофер Дадлі (Christopher Dudley) — клавішник (2000–2013, 2015 — дотепер)
- Грант Брэнделл (Grant Brandell) — басист (2002–2013, 2015 — дотепер)

## Колишні учасники гурту
- Даллас Тейлор (Dallas Taylor) — вокаліст (1998–2003 роки) — зараз грає в Maylene And The Sons Of Disaster / Everett
- Корі Стігер (Corey Steger) (1998–2000) — ритм-гітара (2001) — основна гітара
- Люк Мортон (Luke Morton) (1998–1999) — основна гітара
- Рей Энаско (Ray Anasco) (1998–1999) — бас-гітара
- Октавіо Фернандез (Octavio Fernandez) (1999–2002) — гітара (зараз грає в The Wake)
- Метью Кларк (Matthew Clark) (1998–2000) — бас-гітара (зараз грає в Maylene And The Sons Of Disaster)
- Біллі Ноттке (Billy Nottke) (2000–2002) — бас-гітара
- Скотт Нанн (Scott Nunn) (2002–2003) — ритм-гітара (бере участь у відео «When The Sun Sleeps», зараз грає в Maylene And The Sons Of Disaster)
- Аліна Кейсон (Alena Cason) (2000) — додаткова гітара, вокал
- Джеймс Сміт (James Smith) — ритм-гітарист (2003–2013, 2015–2023)
- Деніел Девісон (Daniel Davison) — ударні (2010–2013) (ex-Norma Jean)

## Дискографія
- Act Of Depression (1999)
- Cries Of The Past (2000)
- The Changing Of Times (2002)
- They're Only Chasing Safety (2004)
- Define The Great Line (2006)
- Survive, Kaleidoscope (Live) (2008)
- Lost In The Sound Of Separation (2008)
- Ø (Disambiguation) (9 листопада 2010)
- Erase Me (2018)
- Voyeurist (2022)

### Сингли
| Назва                                                                  | Рік  | Пікові позиції в чартах | Альбом                                |
| Назва                                                                  | Рік  | US Main.                | Альбом                                |
| ---------------------------------------------------------------------- | ---- | ----------------------- | ------------------------------------- |
| «Reinventing Your Exit»                                                | 2004 | —                       | They're Only Chasing Safety           |
| «It's Dangerous Business Walking Out Your Front Door»                  | 2004 | —                       | They're Only Chasing Safety           |
| «I've Got Ten Friends and a Crowbar That Says You Ain't Gonna Do Jack» | 2005 | —                       | They're Only Chasing Safety (reissue) |
| "Writing on the Walls»                                                 | 2006 | —                       | Define the Great Line                 |
| «In Regards to Myself»                                                 | 2006 | —                       | Define the Great Line                 |
| «You're Ever So Inviting»                                              | 2007 | —                       | Define the Great Line                 |
| «A Moment Suspended in Time»                                           | 2007 | —                       | Define the Great Line                 |
| «Desperate Times Desperate Measures»                                   | 2008 | —                       | Lost in the Sound of Separation       |
| «Too Bright to See Too Loud to Hear»                                   | 2009 | —                       | Lost in the Sound of Separation       |
| «In Division»                                                          | 2010 | —                       | Ø (Disambiguation)                    |
| «Paper Lung»                                                           | 2011 | —                       | Ø (Disambiguation)                    |
| «Sunburnt»                                                             | 2013 | —                       | Anthology: 1999–2013                  |
| «Unsound»                                                              | 2013 | —                       | Anthology: 1999–2013                  |
| «On My Teeth»                                                          | 2018 | —                       | Erase Me                              |
| «Rapture»                                                              | 2018 | 19                      | Erase Me                              |
| «ihateit»                                                              | 2018 | 17                      | Erase Me                              |
| «Damn Excuses»                                                         | 2021 | —                       | Voyeurist                             |
| «Hallelujah»                                                           | 2021 | 37                      | Voyeurist                             |
| «Pneumonia»                                                            | 2021 | —                       | Voyeurist                             |
| «Cycle» (за участі Ghostemane)                                         | 2021 | —                       | Voyeurist                             |
| «Numb»                                                                 | 2021 | —                       | Voyeurist                             |
| «Let Go»                                                               | 2023 | —                       | Non-album single                      |
| «Lifeline (Drowning)»                                                  | 2023 | —                       | Non-album single                      |

## Відеографія
- They're Only Chasing Safety (Special Edition) CD/DVD (4 Жовтня 2005)
- Define The Great Line (Special Edition) CD/DVD (20 Червня 2006)
- 777 DVD (17 Липня 2007)
- Survive, Kaleidoscope CD/DVD (27 Травня 2008)
- Lost In The Sound Of Separation (Special Edition) CD/DVD (28 Жовтня 2008)

## Відеокліпи
- When Sun Sleeps (2002)
- Reinventing Your Exit (2004)
- It's Dangerous Business Walking out Your Front Door (2004)
- Writing On The Walls (2006)
- In Regards To Myself (2006)
- You're Ever So Inviting (2007)
- A Moment Suspended In Time (2007)
- Desperate Times, Desperate Measures (2008)
- Breathing in A New Mentality (2008)
- Too Bright To See Too Loud To Hear (2009)
- In Division (2010)
- Paper Lung (2011)
- Sunburnt (2013)
- On My Teeth (2018)
- Rapture (2018)
- ihateit (2018)
- Bloodlust (2019)
- Wake Me (2019)
- Let Go (2023)